# 袷

## 概略

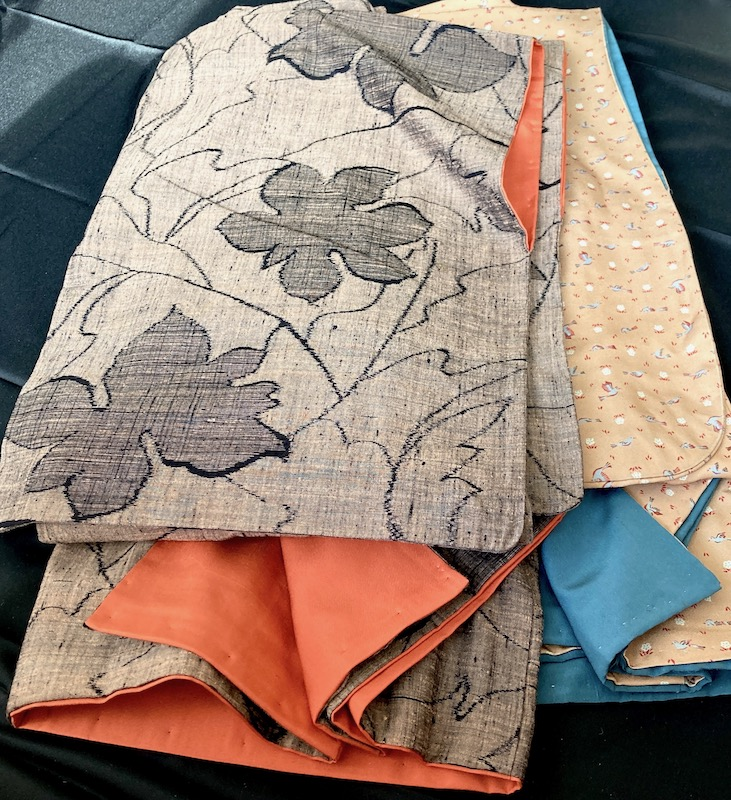
袷の長着の例

袷（あわせ）とは、裏地のある長着のこと。これに対して裏地のないものは単（ひとえ）と呼ばれる。
衣替えの慣例としては10月から5月までの間に着るものだが、ウールなど暖かい素材で作られた単の普及と暖房器具の発達により、真冬のみ着る人もいる。

裏地には平絹やキュプラなど滑りの良い布地が用いられ、胴裏（身頃部分の裏地）、八掛（裾部分の裏地、裾回し）、袖裏に分けられる。八掛と袖裏は着用時にも表から見えるため、表地と調和し、引き立てるような色柄の別布が用いられることが多い。

戦前までの女性用の長着の胴裏には紅絹（もみ）が使われていた。
「袷の羽織」、「袷の襦袢」も存在する。
室町時代以後の小袖において「袷」とは綿の入らない裏地付きをいい、冬用の綿入の小袖と区別することもあった。
また、昭和30年代頃までは、裏地つきの洋服のことも、和服になぞらえて「袷仕立て」と言うことがあった。

## 無垢仕立て
婚礼用の振袖や留袖など、格式の高い着物は、表地と裏地を共生地で仕立てる。これを「無垢仕立て」といい、特に婚礼用の重ね衣装を白無垢という。

## 胴抜き
袷を簡略化し、胴の部分だけを単仕立てにしたものを「人形仕立て」といい、洋服の仕立てにちなんで「胴抜き」ともいう。人形仕立ては人形着物が襟や袖・裾を袷風にして身の裏地をつけないことからこう呼ばれる。